# Matlary

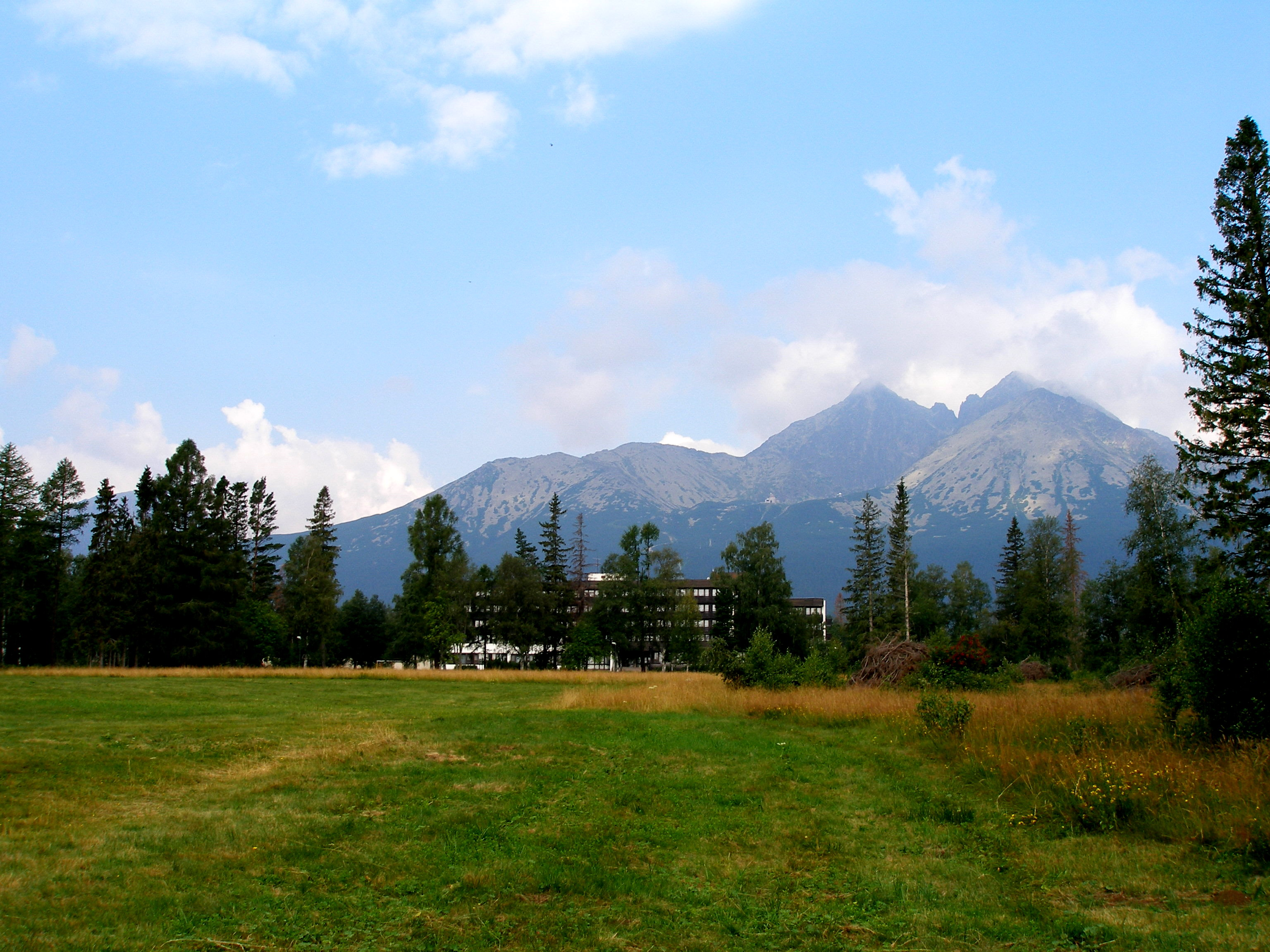
Nad Matlarami Łomnica i Kieżmarski Szczyt

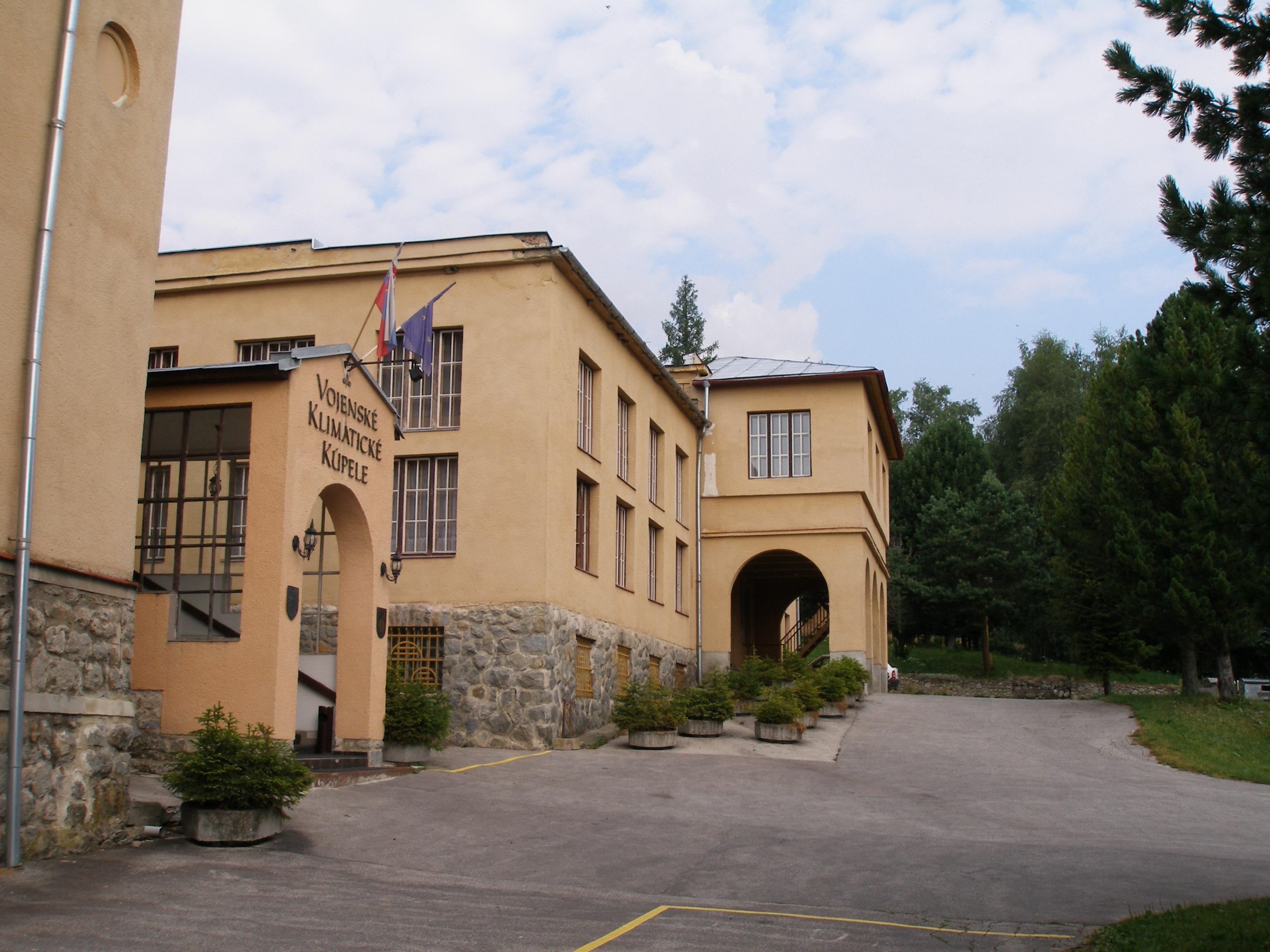
Wojskowy ośrodek wypoczynkowy

Matlary lub Tatrzańskie Matlary (słow. Tatranské Matliare, niem. Matlarenau, węg. Matlárháza) – osiedle położone przy Drodze Wolności u wschodniego podnóża Tatr Wysokich. Administracyjnie należy ono do Tatrzańskiej Łomnicy w mieście Wysokie Tatry.
Osada znajduje się przy wylocie Doliny Huncowskiej, pomiędzy Kieżmarskimi Żłobami a Tatrzańską Łomnicą, na wysokości ok. 885–920 m n.p.m. W obrębie miejscowości do potoku Łomnica (Skalnaty potok) wpływa Huncowski Potok (Huncovský potok) i połączone wody opuszczają teren TANAP-u. Na Niżniej Huncowskiej Uboczy, nieco na północny zachód od zabudowań, znajdują się dwa znane źródła: Źródło Jana (Jánov prameň, na wysokości 964 m) i Źródło Loischa (Loischov prameň).
Osiedle Matlary ma charakter uzdrowiskowy – położonych tu jest kilka większych budynków wczasowo-sanatoryjnych (w tym wojskowy ośrodek wypoczynkowy) oraz mniejsze zabudowania. W okolicy już w średniowieczu znajdował się folwark właściciela ziemskiego z Wielkiej Łomnicy, zniszczony najprawdopodobniej w pożarze na początku XV wieku. Jako datę powstania osady przyjmuje się rok 1863. Uzdrowisko zostało założone w 1884 r. przez Mathiasa (Mateja) Loischa, na którego cześć nazwano i omurowano w 1910 i 1934 r. źródełko, tworząc pomnik z pamiątkową tablicą. W miejscowości przy Drodze Wolności znajduje się przystanek autobusowy. Matlary znajdują się około 2 km na północ od Tatrzańskiej Łomnicy i zamieszkane są przez ok. 200 osób. Zaczyna się tu jeden ze szlaków turystycznych do Doliny Kieżmarskiej.

## Szlaki turystyczne
– niebieski szlak od przystanku przy Drodze Wolności w Matlarach przez Rzeżuchową Polanę dnem Doliny Kieżmarskiej i dalej do Doliny Białych Stawów i na Przełęcz pod Kopą. Czas przejścia z Matlar nad Wielki Biały Staw: 3:30 h, ↓ 2:30 h
  – żółty szlak z Matlar do Tatrzańskiej Łomnicy. Czas przejścia: 45 min w obie strony